# Mycomya fusca
Mycomya fusca är en tvåvingeart som först beskrevs av Johann Wilhelm Meigen 1818.  Mycomya fusca ingår i släktet Mycomya och familjen svampmyggor. Inga underarter finns listade i Catalogue of Life.